# Roque Cameselle
A. Roque Cameselle Capón (Vigo, 1981) és un escriptor i director de cinema gallec.

## Trajectòria
Ha viscut a Tui des de petit. És llicenciat en Comunicació Audiovisual i ha estat professor de guionisme durant cinc anys a l'Escola de Cinema de Galícia i crític de cinema per a Faro de Vigo. Va dirigir els curtmetratges Memoria indesexable (1998), A moza do último (1998), Soldado sen fortuna (2001) i Amor a Mantis (2003).
El 2011 es va estrenar al Festival Internacional del Nou Cinema Llatinoamericà de l'Havana, una pel·lícula d'animació titulada The little Wizard. O mago Dubidoso, que va marcar el seu debut com a director de llargmetratge. L'obra està basada en els primers capítols de la seva novel·la Bieito Dubidoso. La seva candidatura al Goya a la millor pel·lícula d'animació fou retirada als XXVI Premis Goya per incompliment de les bases de participació.
Actualment treballa com a director i cap de guionistes en el desenvolupament d'una sèrie de televisió de dibuixos animats anomenada O diario de Berto.
Com a guionista va escriure Na luz freada da tarde (2001), A Gilda chamábanlle Leonor (2002) i Meu xeneral o asasino foi o mar (2003), treballs premiats en la convocatòria de la Xunta de Galícia per a la redacció de guions.
Com a narrador va publicar el llibre de narracions O Pausiñas (2001), i la novel·la Bieito Dubidoso (2003). Algunes de les seves històries han estat publicades en volums col·lectius. Des de 1997 ha guanyat diversos premis literaris en els camps de la poesia, el relat i la novel·la curta.

## Obres

### Narrativa
- O Pausiñas, 2001, Galaxia.

### Literatura infanto-jovenil
- Bieito Dubidoso, 2003, Xerais.
- O pequeno mago, 2013, Xerais.

### Obres col·lectives
- Ata que malle en min o mencer, 1998.
- IIº Certame de relatos curtos Os Viaductos, 2001.
- A memoria de Tui, 2002, Xerais. Con Carlos Díaz Martínez.
- Nun edificio e catro contos máis, 2002.
- Alma de beiramar, 2003, Asociación de Escritores en Lingua Galega.

## Filmografia com a director i guionista
- Memoria Indesexable, Curtmetratge - 1998.
- A moza do último, Curtmetratge - 1999.
- Soldado sen fortuna, Curtmetratge - 2001.
- Amor a Mantis, Curtmetratge - 2003.
- O diario de Berto, Capítol Piloto - 2008.
- O pequeno mago, Llargmetratge - 2013.[3]